# Шчуча
Шчуча (на руски: Щучья) или (в началото) Голяма Шчуча е река в Азиатската част на Русия, Западен Сибир, Ямало-Ненецки автономен окръг, Тюменска област, ляв приток на река Об.
Дължината ѝ е 565 km, което ѝ отрежда 160-о място по дължина сред реките на Русия. Тя е последният голям приток на Об.
Река Шчуча изтича от югоизточния ъгъл на Голямото Шчуче езеро, разположено на североизточния склон на планината Полярен Урал, на 190 m н.в., в крайната северозападна част на Ямало-Ненецкия автономен окръг, Тюменска област. От северозапад в езерото се влива река, която води началото си от подножието на връх Хайду-Пай в Полярен Урал и, която се счита за начало на река Шчуча. Реката протича по южната част на големия полуостров Ямал, като няколко пъти сменя посоката на течението си и същото изобилства от стотици по-големи и по-малки меандри, старици, ръкави, острови и езера. По права линия разстоянието от извора до устието на реката е 136 km, а действителната ѝ дължина е 565 km. Влива се отляво в река Об (в протока Малък Об), на 0 m н.в., на 13 km югоизточно село Белоярск, Ямало-Ненецки автономен окръг и е последният голям приток на Об.
Водосборният басейн на Шчуча обхваща площ от 12,3 хил. km2, което представлява 41% от водосборния басейн на река Об и обхваща части от Ямало-Ненецкия автономен окръг.
Границите на водосборния басейн на реката са следните:
- на запад – водосборния басейн на река Печора, вливаща се в Баренцево море;
- на север и изток – водосборните басейни на река Кара и други по-малки реки, вливащи се в Карско море и Обския залив;
- на югозапад – водосборния басейн на река Лонгатъйоган, ляв приток на Об.

Основни притоци на река Шчуча са: Танловаяха (ляв, 193 km), Хеяха (82 km), Голяма Хадита (75 km) и Тарседъяха (72 km).
Подхранването на реката е смесено, като преобладава снежното. Пълноводието продължава от юни до септември Среден годишен отток на 141 km от устието 109 m3/s. Замръзва през октомври, а се размразява през юни. От февруари до края на април Шчуча замръзва до дъно и няма подледен отток.
По течението на реката са разположени 3 малки села: Лаборовая, Шчуче и Белоярск.